# Bouqueval
Bouqueval – miejscowość i gmina we Francji, w regionie Île-de-France, w departamencie Dolina Oise.
Według danych na rok 1990 gminę zamieszkiwało 289 osób, a gęstość zaludnienia wynosiła 103 osób/km² (wśród 1287 gmin regionu Île-de-France Bouqueval plasuje się na 931. miejscu pod względem liczby ludności, natomiast pod względem powierzchni na miejscu 825.).